# Janusz Michałowski
Janusz Michałowski (ur. 1 stycznia 1937 w Augustowie) – polski aktor teatralny i filmowy.

## Życiorys
Absolwent I Liceum Ogólnokształcącego im. Grzegorza Piramowicza w Augustowie oraz Państwowej Wyższej Szkoły Teatralnej w Warszawie (1960). Pracował w teatrach w Koszalinie, Toruniu, Teatrze im. Wojciecha Bogusławskiego w Kaliszu (1969–1973), Poznaniu. Od 1990 jest aktorem Teatru Ateneum w Warszawie, a od 1999 związany z Teatrem Współczesnym.
Wcześnie zaczął współpracę z Teatrem Telewizji, gdzie zagrał m.in.: Korowiowa w Mistrzu i Małgorzacie w reżyserii Macieja Wojtyszki, Baszmaczkina w Płaszczu – Izabelli Cywińskiej, Zielonookiego w Ścisłym nadzorze – Izabelli Cywińskiej, Münchhausena w Prawdomównym kłamcy – M. Wojtyszki (nagroda Przewodniczącego Komitetu ds. RiTV I st. 1979 i 1988), Torquemadę w przedstawieniu pt. Ciemności kryją ziemię – I. Cywińskiej, Assolanta w Ścieżkach chwały – Jerzego Antczaka, w Doktorze Nock – Stanisława Różewicza i wielu innych.
Współpracuje z Teatrem Polskiego Radia.
Był mężem reżyserki Izabelli Cywińskiej.

## Filmografia
- 1980: Pałac w reż. Tadeusza Junaka jako Jakub
- 1981: Vabank w reż. Juliusza Machulskiego jako komisarz Karelicki
- 1983: Seksmisja w reż. Juliusza Machulskiego jako profesor Wiktor Kuppelweiser
- 1984: Pismak w reż. Wojciecha Jerzego Hasa jako lekarz
- 1985: Osobisty pamiętnik grzesznika przez niego samego spisany w reż. Wojciecha Jerzego Hasa
- 1987: Łuk Erosa w reż. Jerzego Domaradzkiego jako profesor Kałucki
- 1988: Królewskie sny w reż. Grzegorza Warchoła jako Witold, wielki książę litewski, brat Jagiełły
- 1989: Lawa w reż. Tadeusza Konwickiego jako ksiądz Piotr
- 1991: Kuchnia polska jako mecenas Świątek
- 1993: Bank nie z tej ziemi jako Neron (odc. 8)
- 1995: Kamień na kamieniu w reż. Ryszarda Bera jako Michał
- 1996: Tajemnica Sagali jako Arcymag
- 1997: Boża podszewka w reż. Izabelli Cywińskiej jako Kazimierz Lulewicz
- 1998: 13 posterunek jako cudotwórca (odc. 39)
- 1999: Tydzień z życia mężczyzny jako prof. Marzycki
- 2000–2012: Plebania jako dr Jakub Blumental
- 2003: Magiczne drzewo jako sprzedawca psa husky (odc. 1)
- 2009: Tancerze jako Antoni Rapacki
- 2010: Erratum jako policjant
- 2015: Prokurator jako technik policyjny Henryk Skarżyński „Dziadek” (odc. 1–5)

## Role teatralne
- Papkin w Zemście Aleksandra Fredry
- Prisypkin w Pluskwie Władimira Majakowskiego (nagroda na fest. w Katowicach 1961)
- Tariełkin w Śmierci Tariełkina Aleksandra Suchowo-Kobylina (nagroda na fest. w Toruniu 1966)
- Sajetan w Szewcach Stanisława Ignacego Witkiewicza (nagroda na fest. w Kaliszu 1971)
- rola tytułowa w Judaszu z Kariothu Karola Huberta Rostworowskiego (nagroda na fest. w Kaliszu 1981)
- Aslaksen we Wrogu ludu Henryka Ibsena (nagroda na fest. w Kaliszu 1983)
- Fujarkiewicz w Domu otwartym Michała Bałuckiego (nagroda na fest. w Opolu 1984)
- Felicjan Dulski w Moralności Pani Dulskiej w Teatrze Telewizji, w reżyserii Tomasza Zygadło (1992)

## Odznaczenia i nagrody
- Złoty Krzyż Zasługi (1984)
- Odznaka 1000-lecia Państwa Polskiego (1965)
- Odznaka „Zasłużony Działacz Kultury” (1976)
- Odznaka Honorowa Miasta Poznania (1987)